# 大倉村 (山形県)
大倉村（おおくらむら）は山形県北村山郡にあった村。現在の村山市中心部に北接する区域にあたる。

## 地理
- 山：甑山

## 歴史
- 1889年（明治22年）4月1日 - 町村制の施行により、林崎村、櫤山村の区域をもって発足。
- 1954年（昭和29年）11月1日 - 楯岡町・西郷村・大久保村・富本村・戸沢村と合併して村山市が発足。同日大倉村廃止。

## 交通

### 鉄道路線
村域を奥羽本線が通過したが、駅は所在しなかった。

### 道路
- 国道13号